# Норткотт, Рон
Ро́нальд Чарльз Но́рткотт (англ. Ronald Charles Northcott; 31 декабря 1935, Иннисфейл, Альберта — 15 мая 2023, Калгари, Альберта) — канадский кёрлингист, трёхкратный чемпион мира и Канады, член национального и международного Залов славы кёрлинга.
Норткотт начал играть в кёрлинг в старшей школе в возрасте пятнадцати лет. Его таланты были замечены тренерами, когда Рон представлял провинцию Альберта на шести канадских чемпионатах. Вместе со сборной Канады он побеждал на чемпионатах мира в 1966, 1968 и 1969 годах. На всех трёх турнирах был капитаном команды. За свои очки в объёмной оправе, без которых Рон не выходил на лёд, имел прозвище «Сова» (англ. Owl).
Рон Норткотт был включён в Зал славы канадского спорта в 1970 году, спустя три года — в Зал славы канадского кёрлинга, а в 2013-м — в Международный зал славы кёрлинга. В 1976 году он стал членом Ордена Канады.
Скончался 15 мая 2023 года в Калгари.

## Команды
| Сезон   | Четвёртый    | Третий       | Второй       | Первый     | Турниры           |
| ------- | ------------ | ------------ | ------------ | ---------- | ----------------- |
| 1961—62 |              |              |              |            | [ 8 ]             |
| 1962—63 | Джимми Шилдс | Рон Норткотт | Ron Baker    | Фред Стори | ЧК 1963           |
| 1963—64 | Рон Норткотт | Майк Чернофф | Ron Baker    | Фред Стори | ЧК 1964 (5 место) |
| 1965—66 | Рон Норткотт | Джордж Финк  | Берни Спаркс | Фред Стори | ЧК 1966 · ЧМ 1966 |
| 1966—67 | Рон Норткотт | Джордж Финк  | Берни Спаркс | Фред Стори | ЧК 1967 (4 место) |
| 1967—68 | Рон Норткотт | Джимми Шилдс | Берни Спаркс | Фред Стори | ЧК 1968 · ЧМ 1968 |
| 1968—69 | Рон Норткотт | Дэйв Герлах  | Берни Спаркс | Фред Стори | ЧК 1969 · ЧМ 1969 |
| 1969—70 | Рон Норткотт | Дэйв Герлах  | Берни Спаркс | Фред Стори | [ 10 ]            |

(скипы выделены полужирным шрифтом)